# 1888 en Bretagne
 Chronologie de la Bretagne
- 1884
- 1885
- 1886
- 1887
- 1888
- 1889
- 1890
- 1891
- 1892

Cette page recense des événements qui se sont produits durant l'année 1888 en Bretagne.

## Société

### Naissance

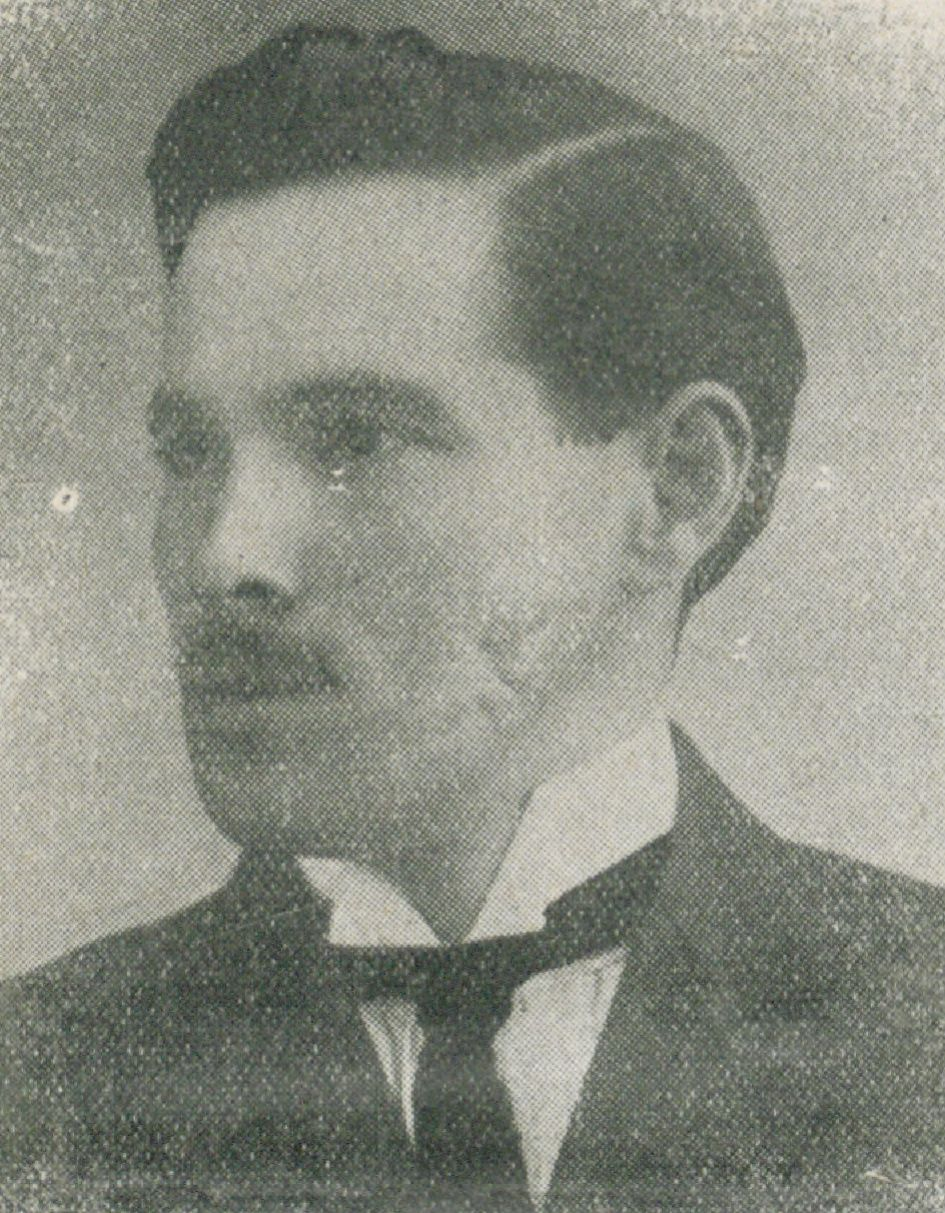
Victor Balanant

- 3 juillet à Brest : Victor Balanant, homme politique français décédé le 17 août 1944 à Buzançais (Indre).

### Décès
- 29 avril à Brest : Louis Caradec[1], peintre français né le 28 juillet 1802 à Brest.